# Ratpenat pilós de Spurrell
El ratpenat pilós de Spurrell (Kerivoula phalaena) és una espècie de ratpenat de la família dels vespertiliònids que es troba al Camerun, la República Democràtica del Congo, Costa d'Ivori, Ghana, Guinea, Libèria i Uganda.